# (3024) Hainan
(3024) Hainan es un asteroide perteneciente al cinturón exterior de asteroides descubierto por el equipo del Observatorio de la Montaña Púrpura desde el observatorio homónimo de Nankín, China, el 23 de octubre de 1981.

## Designación y nombre
Hainan recibió inicialmente la designación de 1981 UW9.
Más adelante, en 1989, se nombró por la provincia china de Hainan.

## Características orbitales
Hainan orbita a una distancia media de 3,427 ua del Sol, pudiendo acercarse hasta 3,001 ua y alejarse hasta 3,853 ua. Tiene una excentricidad de 0,1243 y una inclinación orbital de 14,76 grados. Emplea 2317 días en completar una órbita alrededor del Sol.

## Características físicas
La magnitud absoluta de Hainan es 10,7. Tiene un diámetro de 35,63 km y un periodo de rotación de 11,75 horas. Su albedo se estima en 0,0731.